# Kobaltkék madárpók
A Cyriopagopus lividus (Burmai kobaltkék tarantula) a pókok rendjébe és a madárpókfélék családjába tartozó faj.
Elsősorban különleges színezete miatt kedvelt hobbiállat a terrarisztikában.
Üreglakó életmódot folytat, őshazája Délkelet-Ázsiában van, Burmában, és Thaiföld középső részén, trópusi esőerdőkben él.

## Megjelenése
Kifejlett korban testhosszuk 5-6 cm, lábfesztávolságuk 14–16 cm. A hímek valamivel kisebb termetűek a nőstény egyedeknél. Feltűnő kobaltkék színezetük és mintázatuk életük folyamán fokozatosan alakul ki. Első vedlésükkor feketék, sötétbarnák, majd a harmadik vedléskor jelenik meg utótestükön a hosszanti fekete csík, melyből oldalágak ágaznak. 3–4 cm-es koruktól kezdik felvenni a jellegzetes színüket, mely először a hátsó lábakon figyelhető meg, majd vedlésről-vedlésre, az egész testre kiterjed. A nőstény egyedek életük végéig ezekben a színekben pompáznak, a hímek azonban adulttá válásukkor elvesztik kék színüket, testük barna árnyalatot vesz fel.

## Életmódja
Talajlakó, üreglakó életmódot folytat. Eredeti élőhelyén általában csak táplálékszerzés, illetve párzás okán hagyja el mély üregeit, de a terráriumi tartás során is csak ritkán látható a felszínen.

Éjszakai életmódot folytat, ilyenkor a legaktívabb. Félénk, gyors mozgású faj, ha fenyegetve érzi magát legszívesebben az üregébe húzódik, de ha veszélyben érzi magát könnyen támad.

A párzás igen heves, vadul megy végbe, utána a hímnek rendszerint menekülnie kell.

## Tartása
Üreglakó pók lévén az egyik legfontosabb tényező a vastag talajréteg biztosítása, mely legalább 10-15, akár 20 cm is lehet. Üregét sűrű szövésű hálóval béleli, így könnyebben tartja tisztán. A talajt mindig enyhén nedvesen kell tartani.

Az ideális hőmérséklet napközben 26-29 °C, éjjel 22 °C körüli. A talaj nyirkosan tartásával, esetleg élő növények telepítése után az öntözéssel folyamatosan biztosíthatjuk a szükséges 65-70%-os páratartalmat.